# Sporadischer Meteor
Als sporadische Meteore bezeichnet man in der Astronomie jene Sternschnuppen bzw. Feuerkugeln, die keinem Meteorstrom zuzuordnen sind.
Pro Stunde sind an einem bestimmten Standort etwa 1 bis 2 sporadische Meteore zu beobachten, fast unabhängig von der Jahreszeit. Sie ziehen ihre Leuchtspuren am Sternhimmel in alle Richtungen und folgen daher annähernd einer Zufallsverteilung.

## Herkunft und Fallraten
Die meist etwa mm-großen Teilchen können als Überbleibsel von der Entstehung des Sonnensystems gelten. Sie blieben entweder
- bei der Bildung der Planeten bzw. der Planetoiden übrig
- sind Bruchstücke von Kollisionen in der Frühzeit des Sonnensystems
- oder Zerfallsprodukte von Kometen.

Sporadische Meteore waren vor ihrem Verglühen Teil des  interplanetaren Staubes und stammen überwiegend aus dem Asteroidengürtel zwischen der Mars- und Jupiterbahn. Dort bewegen sich Myriaden kleiner Staubkörnchen und Gesteinsteilchen von mm- bis cm-Größe auf verschiedensten Ellipsenbahnen um die Sonne. Einige Prozent dieser Teilchen laufen auf Bahnkurven, die die Erdbahn kreuzen, sodass sie bisweilen in die Erdatmosphäre eindringen. Sie können auch von weiter außen kommen, wenn sie durch Bahnstörungen oder Gezeitenkräfte in Richtung des inneren Sonnensystems treiben.
Die allermeisten dieser Teilchen verglühen bereits in etwa 100 km Höhe beim Eintritt in die Hochatmosphäre. Nur größere Stücke können die gewaltige Reibungshitze überstehen und als Meteoriten auf die Erdoberfläche fallen.
Sporadische Meteore können zwar immer auftauchen, ihre Häufigkeit hat aber tagesperiodische Schwankungen. Ab Mitternacht und speziell am Morgenhimmel ist die Fallrate deutlich höher, weil dann der Standort des Beobachters auf der Vorderseite der Erdbewegung um die Sonne liegt. Dadurch ist auch die auf die Erde bezogene Geschwindigkeit der Meteore höher, während sie abends am langsamsten verglühen.